# Cayrols
Cayrols (okzitanisch Cairòls) ist eine französische Gemeinde mit 297 Einwohnern (Stand 1. Januar 2022) im Département Cantal in der Region Auvergne-Rhône-Alpes (vor 2016 Auvergne). Sie gehört zum Arrondissement Aurillac und zum Kanton Saint-Paul-des-Landes. Die Einwohner werden Cayrolais genannt.

## Lage
Cayrols liegt etwa siebzehn Kilometer westsüdwestlich von Aurillac im Zentralmassiv, in der Naturlandschaft Châtaigneraie am Fluss Moulègre. Umgeben wird Cayrols von den Nachbargemeinden Le Rouget-Pers im Norden, Saint-Mamet-la-Salvetat im Nordosten und Osten, Boisset im Südosten und Süden, Rouziers im Süden und Südwesten, Parlan im Westen sowie Roumégoux im Nordwesten.
Durch die Gemeinde führt die Route nationale 122.

## Bevölkerungsentwicklung
| Jahr                       | 1962 | 1968 | 1975 | 1982 | 1990 | 1999 | 2006 | 2011 | 2019 |
| Einwohner                  | 318  | 296  | 250  | 229  | 226  | 227  | 241  | 280  | 294  |
| Quellen: Cassini und INSEE |      |      |      |      |      |      |      |      |      |

## Sehenswürdigkeiten
- Kirche Sainte-Anne
- Schloss La Placette aus dem 17. Jahrhundert

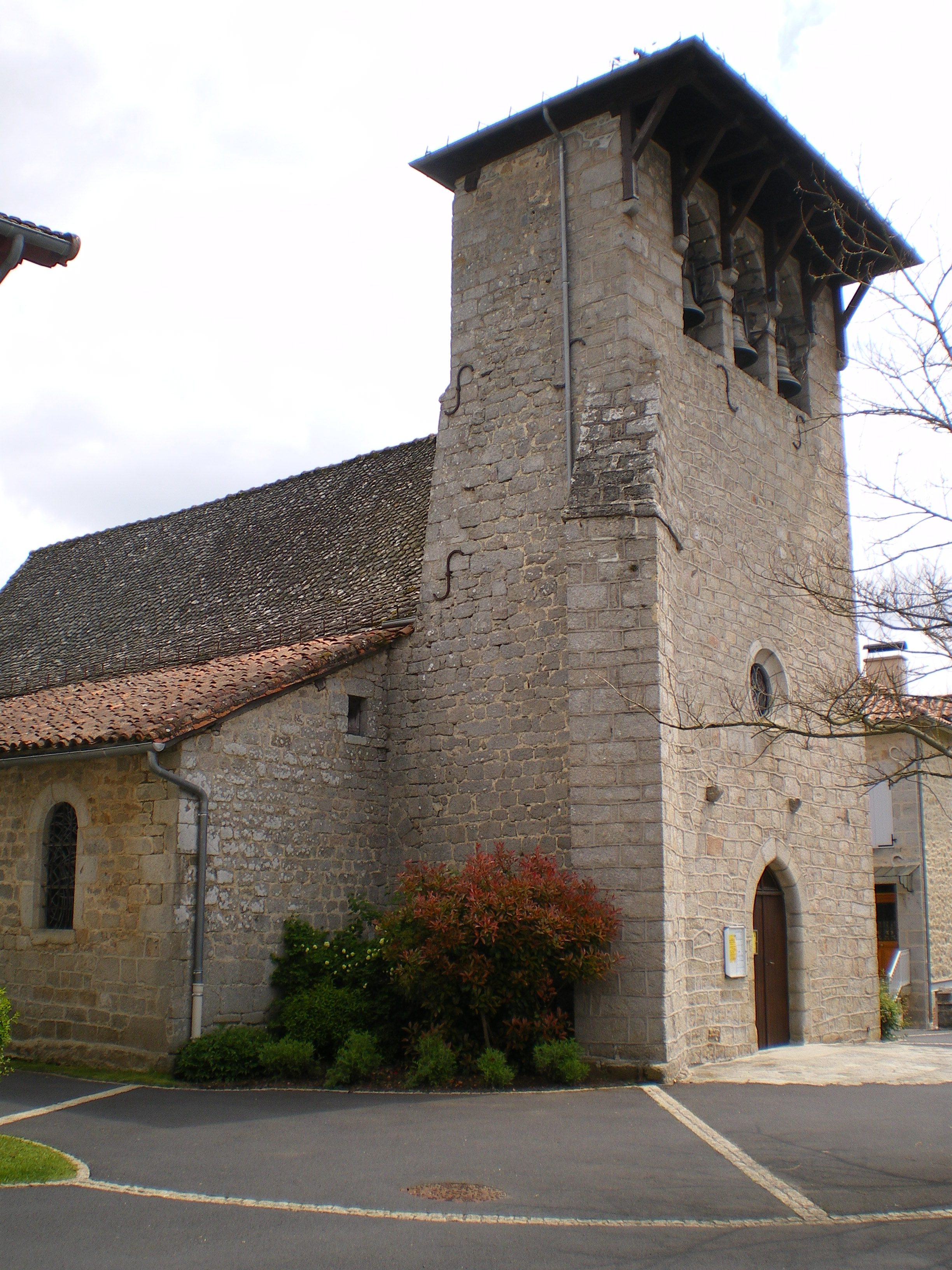
Kirche Sainte-Anne

- Reste des Schlosses La Griffouil